# 松沢光憲
松沢 光憲（松澤、まつざわ こうけん、1838年（天保9年2月 ）- 1913年（大正2年）12月17日）は、幕末の新庄藩士。明治期の内務・警察官僚、政治家。衆議院議員。幼名・錞太郎、直。号・芝山隠士。

## 経歴
出羽国最上郡新庄（山形県最上郡新庄町を経て現新庄市）で、新庄藩士の家に生まれた。江戸に出て昌平黌で学び、1861年10月（万延2年9月）に帰郷した。 戊辰戦争で新庄藩は新政府軍に加わり、二番銃隊斥候役として従軍し庄内藩攻略など各地を転戦した。1872年（明治2年2月）大学本校に入り1870年（明治3年）大学少舎長に就任。同年に卒業して帰郷し、藩校明倫堂の講師に就任。1871年（明治4年9月）新庄県13等出仕となり、新庄県が山形県に編入され同年11月、山形県権少属に就任し、1873年（明治6年）7月まで在任した。
1875年（明治8年）8月、栃木県師範学校助教補となり、その後、五等助教に就任。同年11月、栃木県五等出仕に発令され警察事務を担当。以後、五等警部、四等警部・第四課長、警保課長、議案取調委員、警察本署長、兼副典獄、二等警部、二等属・庶務課長、徴兵参事官、一等警部・一等属などを歴任し、1882年（明治15年）1月、栃木県警部長に就任。1883年（明治16年）11月、四等警視兼一等警察使に発令され警視庁久松警察署長に就任。1886年（明治19年）8月、青森県書記官・第一部長に転じ、県参事会員も務め、1892年（明治25年）1月20日に辞職した。
1892年2月、第2回衆議院議員総選挙（山形県第4区、中央交渉会）で当選し、その後、議員倶楽部に所属。1893年（明治26年）11月29日に議員を辞職した。
1893年11月、岩手県書記官として官界に復帰し、1896年（明治29年）4月鹿児島県書記官に転じ、1897年（明治30年）6月17日に退官した。その後、東京芝公園第21号の邸地に隠居した。